# 埃尔克顿 (马里兰州)
埃尔克顿（英語：Elkton）是美国马里兰州塞西尔县的一个小镇。在美国2000年人口普查时，全镇共有11893人，2008年7月的人口估计数据显示该镇约有14842人。。该镇同时是塞西尔县的县治。
泛美航空214号班机空难于1963年12月8日在该镇附近上空发生。

## 地理
埃尔克顿位于39°36′36″N 75°49′33″W / 39.61000°N 75.82583°W。

## 人口统计
截至2000年的人口普查，全镇共有11893居民，4446户和2898个家庭。人口密度是1480.5每平方英里(571.8/km²)。 该镇4743个住房单位平均密度为228.1个每平方公里(590.4/km²)。全镇人口85.85%是白种人，9.64%是非洲裔美国人，0.32%是美国土著，1.17%是亚裔，0.04%是太平洋岛民，0.78%来自其他种族，还有2.20%是混血。西班牙裔和拉丁美洲裔分别占总人口的2.97%。
全镇4446户的37.2%有18岁以下的孩子和他们居住，41.7%户是已经结婚的，18.3%户已婚丧夫的家庭，还有34.8%户是非家庭。4446户的27.4%由个人组成，8.3%户居住着65岁及以上的独居老人。平均每户有2.55人，每个家庭3.13人。
全镇18岁以下的少年儿童及青少年占总人口的29.4%，33.5%的人口居于18岁到24岁之间，33.5%的人口居于25岁到44岁之间，17.0%的人口居于45岁到64岁之间，还有10.3%的人口是65岁以上的老年人。人口年龄的中位数是31岁，平均每100个女性对应91.9男性。18岁以上的每100个女性对应87.0个男性。

## 著名人物
- 罗伯特·亚历山大，美国律师，美国革命的领导者之一，保守党[需要消歧义]成员。
- 拉里·韦伯斯特，NFL运动员。